# Рамбуйе, Шарль II д’Анжен
Шарль II д’Анжен (фр. Charles II d'Angennes; 1577 — 26 февраля 1652, Париж), маркиз де Рамбуйе — французский генерал и дипломат.

## Биография
Сын Никола д’Анжена, сеньора де Рамбуйе, и Жюльенны д'Аркене.
Маркиз де Рамбуйе и де Пизани, барон де Тальмон, сеньор д'Аркене, видам и сенешаль Ле-Мана, государственный секретарь, королевский гардеробмейстер.
К 1600 году был утвержден наследником отца в должности капитана второй роты ста дворян дома короля. 29 февраля 1608, после смерти Александра д'Эльбена, был назначен генерал-полковником итальянской пехоты. В январе 1611 отказался от обеих должностей. В том же году, наследовав отцу, принял титул маркиза де Рамбуйе.
В 1614 году был направлен послом в Савойю, вел переговоры о заключении первого Астийского договора, который отказался подписывать король Испании и который не был одобрен Францией. Военные действия возобновились, но затем Рамбуйе добился подписания 21 июня 1615 нового Астийского трактата.
31 декабря 1619 был пожалован в рыцари орденов короля, в 1620 году произведен в кампмаршалы.
В 1627 году отправился чрезвычайным послом в Испанию с поздравлениями по случаю рождения инфанты.

## Семья
Жена (26.01.1600): Катрин де Вивонн (ум. 1660), единственная дочь Жана де Вивонна, маркиза де Пизани, и Джулии Савелли
Дети:
- Леон-Помпе (1615—1645), маркиз де Пизани. Убит в битве при Нёрдлингене
- N (1624—1631), видам Ле-Мана. Умер от заразной болезни
- Клариса-Диана (Клод, ум. 9.03.1670), аббатиса Иера
- Изабель-Луиза (ум. 06.1707), аббатиса Сент-Этьена в Реймсе
- Шарлотта-Катрин (1621—23.05.1691), аббатиса Иера после старшей сестры
- Жюли-Люси (1607—15.11.1671), маркиза де Рамбуйе и де Пизани, воспитательница дофина, почетная дама королевы Марии Терезии. Муж (13.07.1645): Шарль де Сен-Мор (1610—1690), герцог де Монтозье, воспитатель дофина
- Анжелика-Клариса (ум. 01.1665). Муж (27.04.1658): Франсуа Адемар де Монтей (1629—1714), граф де Гриньян